# Biophytum zunigae
Biophytum zunigae là một loài thực vật có hoa trong họ Chua me đất. Loài này được C.Nelson mô tả khoa học đầu tiên năm 1993 publ. 1994.